# Juan Rosell
Juan Rosell Lastortras (Barcelona, 1957) es un empresario español, presidente de la CEOE desde el 21 de diciembre de 2010 hasta 2018. Fue presidente de Fomento del Trabajo Nacional entre 1995 y 2011.

## Biografía
Estudió en el Colegio San Ignacio de los Jesuitas, en Barcelona.
De joven deseaba ser periodista, y trabajó en el Diario de Barcelona y en Tele/eXprés, pero finalmente se graduó en ingeniería industrial en la Universidad Politécnica de Cataluña. Posteriormente, cursó estudios de Ciencias Políticas en la Universidad Complutense, sin graduarse.
Con Juan Echevarría Puig fue uno de los promotores del partido político Solidaritat Catalana, con el que se presentó a las elecciones autonómicas catalanas de 1980, sin obtener representación.
Casado y con tres hijos, Rosell ha sido presidente en empresas como el fabricante de juguetes Congost, Enher, Fuerzas Eléctricas de Cataluña y OMB, Sistemas de Higiene Urbana. Ha sido consejero de la consultoría informática Fihoca, Inmobiliaria Colonial, Siemens España, Endesa Italia, Endesa, Applus Servicios tecnológicos, Aguas de Barcelona y PortAventura World.
En 1995 sustituyó a Antonio Algueró como presidente de Fomento del Trabajo Nacional, cargo que mantuvo hasta el 14 de marzo de 2011. Es también patrono de la Fundación del F. C. Barcelona y fue vicepresidente de la CEOE. Desde 2007 pertenece al consejo de administración de Criteria Caixa Corp.

### Presidente de la CEOE
El 21 de diciembre de 2010 fue elegido presidente de la CEOE con 444 votos frente a los 247 de su rival Santiago Herrero.
Durante su mandato se tuvo que negociar la primera reforma laboral de la legislatura de Mariano Rajoy como presidente. La negociación con los sindicatos se rompió y el Gobierno impuso sus condiciones. La reforma propuesta por el gobierno intentaba promover el empleo y la reducción de jornada pero también recortaba algunos derechos de los trabajadores como el recorte en la indemnización por despido, buscando una mayor flexibilidad en el mercado de trabajo. Los sindicatos se oponen a la reforma y convocan una huelga general para el 29 de marzo de 2012.
El 19 de marzo de 2012 Juan Rosell en una entrevista a ABC defendió que había que «regular el derecho a huelga» manteniendo los «servicios esenciales».

## Vida personal
Es hijo de Juan Rosell Codinachs y sobrino de Jaime Castell Lastortras. Está casado y tiene tres hijos.

## Distinciones
- Medalla de oro al mérito de la Feria Internacional de Muestras de Barcelona
- Medalla de plata de la Cámara de Comercio de Barcelona
- Commendatore al Mérito de la Repubblica de Italia
- Llave de oro de la Ciudad de Barcelona

## Obras
- España, dirección equivocada (1979)[2]
- Crear 80.000 empresarios (1982)
- El reparto del trabajo: el mito y la razón (2000)
- ¿Y después del petróleo, qué? (2007)[7]

| Predecesor: Gerardo Díaz Ferrán     | Presidente de la CEOE 2010-2018                      | Sucesor: Antonio Garamendi                    |
| Predecesor: Antonio Algueró Algueró | Presidente de Fomento del Trabajo Nacional 1995-2011 | Sucesor: Joaquin Gay de Montellá Ferrer-Vidal |